# Lennart Hammer-Hansen
Lennart Hammer-Hansen (* 15. August 1972) ist ein ehemaliger dänischer Jockey und Trainer. Er arbeitet als Physiotherapeut für Pferde.

## Karriere
Hammer-Hansen kam 1991 nach Deutschland. Seinen ersten Ritt absolviert er im Oktober 1991 auf der Neusser Rennbahn. Im Folgejahr gewann er in Gelsenkirchen auf der dortigen auf der Galopprennbahn Gelsenkirchen-Horst. Seine Karriere war von vielen Erfolgen, aber auch Stürzen mit damit verbundenen Zwangspausen mit anschließenden Comebacks geprägt. Zwischenzeitlich wechselte er auch als Jockey Heimatland Dänemark er hatte viele Erfolge in 
Skandinavien und stieg auch komplett aus dem Pferderennsport aus und arbeitete als Busfahrer in Dänemark. 2014 wurde er Jockey-Trainer in Iffezheim. Er gab das Traineramt wieder ab und arbeitet nun in Iffezheim als Pferdephysiotherapeut.

## Familie
Hammer-Hansen ist mit der Tochter des ehemaligen Jockeys und Trainers Manfred Prinzinger verheiratet, sie haben zwei Kinder. Eines davon ist der Jockey Thore Hammer-Hansen.

## Erfolge
Als Jockey erritt er zwischen 1991 und 2014 1.015 Siege, davon 802 in Deutschland. Seinen 1.000 Sieg gewann er im Juli 2013 auf der Krefelder Galopprennbahn. Als Trainer war Hammer-Hansen anschließend in 53 Rennen erfolgreich.
Zu seinen größten Erfolgen gehörten die beiden Siege im Gerling-Preis 1996 auf Laroche und 2002 auf Well Made, sowie 2003 der Sieg im Deutschen St. Leger auf Royal Fantasy.